# Wiktoriusz z Akwitanii
Wiktoriusz z Akwitanii (połowa V wieku) – chrześcijański pisarz, autor cyklu paschalnego, który najprawdopodobniej został oficjalnie przyjęty przez synod w Orleanie w roku 541 i był znany w obu Galiach w wieku VIII. Inne pismo tego autora nosi tytuł Księga o rachunku. Według B. Kruscha Wiktoriusz z Akwitanii jest również autorem Prologu paschalnego, ale zaprzeczają temu inni badacze.